# Stream (informatica)
Uno stream (anche detto flusso) è un "canale" tra la sorgente e la destinazione attraverso il quale fluiscono i dati. Questo consente di semplificare notevolmente le operazioni di input/output dei dati, poiché il programma interagisce solo con un oggetto e con una molteplicità di periferiche differenti.